# 나고르노카라바흐 자치주
나고르노카라바흐 자치주는 아제르바이잔 소비에트 사회주의 공화국에 있던 아르메니아인 자치주이다. 자치주 속 군데군데 아제르바이잔인이 대다수 거주하는 마을들은 자치주에서 제외되어 있었다. 소련 해체 과정에서 이 지역의 아르메니아인들은 독립과 아르메니아로의 통일을 주장해 나고르노카라바흐 전쟁이 일어났다.

## 같이 보기
- 나고르노카라바흐
- 월경지
- 나고르노카라바흐 전쟁
- 아르차흐 공화국